# 이계년
이계년(李桂年, 1541~1593)의 본관은 청주(淸州)이며, 자는 형로(馨老)이다. 탐라백(耽羅伯) 이운(李芸)의 후손이며 사정(司正) 이곤(李鯤)의 아들이다.
이계년은 1541년 해남에서 태어났다. 어려서부터 용맹이 뛰어났고 지모가 출중하였다. 1591년(선조 24) 무과에 급제하여 남원판관(南原判官), 도총부도사(都摠府都事) 등을 역임하였다. 어머니가 사망하여 삼년상을 치르던 중 임진왜란이 발발하자 훈련원첨정(訓鍊院僉正)이 되어 의병 200여 명을 규합, 창의사(倡義使) 김천일(金千鎰)을 따라 진주성(晉州城)을 방어하였다. 
1593년 6월 29일 진주성이 함락되자 촉석루에 올라가 북쪽을 향해 통곡한 뒤 남강에 투신하여 사망하였다.
이계년은 사망한 뒤 병조참의(兵曺參議)에 추증되었으며, 해남읍 용정리의 용정사(龍井祠)에 배향되었다.

## 참고 문헌
- 『선조실록(宣祖實錄)』